# Gunung Jejem
Gunung Jejem är ett berg i Indonesien.   Det ligger i provinsen Aceh, i den västra delen av landet, 1 600 km nordväst om huvudstaden Jakarta. Toppen på Gunung Jejem är 938 meter över havet.
Terrängen runt Gunung Jejem är huvudsakligen kuperad. Runt Gunung Jejem är det mycket glesbefolkat, med 5 invånare per kvadratkilometer. I omgivningarna runt Gunung Jejem växer i huvudsak städsegrön lövskog.